# 宇野宗佑
宇野 宗佑（うの そうすけ、1922年〈大正11年〉8月27日 - 1998年〈平成10年〉5月19日）は、日本の政治家。第75代内閣総理大臣。位階は従二位。勲等は勲一等。俳号は犂子（れいし）。
滋賀県議会議員（2期）、滋賀県議会副議長（第45代）、衆議院議員（12期）、防衛庁長官（第32代）、科学技術庁長官（第31代）、行政管理庁長官（第44代）、通商産業大臣（第42代）、外務大臣（第110代）、内閣総理大臣（第75代）、自由民主党国会対策委員長、自由民主党総裁（第13代）などを歴任。

## 生涯

### 青少年期
1922年（大正11年）8月27日、滋賀県野洲郡守山町（現・守山市）に父の宇野長司と母の民子の間に長男として生まれる。
実家は造り酒屋の荒長（あらちょう）。生家は地元の町年寄を務め、祖父の正蔵は守山町長を2期務めるなど、地方政界では知られた存在だった。また、伯父の宇野豊蔵は、実教出版の名誉会長だった。
1929年（昭和4年）に旧制吉身尋常小学校（現在の守山市立吉身小学校）に入学。このころから良い成績を修める。絵にも優れ、『少年倶楽部』に漫画を送ってしばしば当選し、また、このころに乗馬も覚えた。同年に同町吉身に開館した映画館の大黒座に通い始める。
1935年（昭和10年）に滋賀県立八幡商業学校（現・滋賀県立八幡商業高等学校）に入学。商業学校時代は映画に夢中になり、また剣道を始めた。1940年（昭和15年）に彦根高等商業学校（現・滋賀大学経済学部）に入学し、2年生のときに全国高商剣道大会で初の全国優勝に導いた。
外交官を目指して、1943年（昭和18年）10月に旧制神戸商業大学（現・神戸大学）に進学。しかし2か月後に学徒出陣となり、戦後のシベリア抑留を経て、復学せずそのまま中退した。

### シベリア抑留

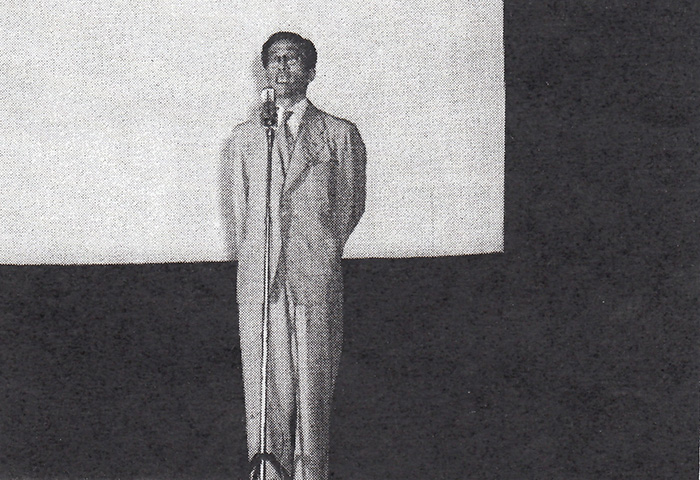
1952年、大黒座にて

1943年（昭和18年）2月1日に学徒出陣により敦賀連隊に配属された。主計試験を受けたが、当初は成績が悪かった。三重の津連隊に一時分遣後、5か月間、満洲国の新京経理学校で主計将校として訓練を受けた後、12月に主計少尉として朝鮮北部の連浦連隊に配属された。
1945年（昭和20年）の終戦後、8月23日にソ連軍により武装解除され、4日後に朝鮮の宣徳収容所に入った。ソ連の船に乗り、10月7日にナホトカに上陸してマラザ収容所に入所した。それから2年間ソ連に抑留された。
1947年（昭和22年）7月28日に収容所から出所、10月15日に帰還船「信洋丸」に乗って帰国して抑留生活を終えた。1948年（昭和23年）11月に自身の抑留体験を綴った『ダモイ・トウキョウ』（ロシア語: Домой Токио、「東京への帰郷」の意）を出版する。この本は、1952年（昭和27年）に阿部豊によって『私はシベリアの捕虜だった』というタイトルで映画化され、大きな反響を呼んだ。故郷の大黒座で試写が行われた際には、上映に関与し舞台挨拶を行っている。
1949年（昭和24年）2月22日に裏千家十三世圓能齋千宗室の姪の廣瀬千代と結婚。馴れ初めは、シベリアに抑留されていた広瀬の兄の帰還を北野天満宮に祈願していたことからだった。宇野家には嫁入りした妻は旧姓とともに本名をも捨て去るしきたりがあり、千代も結婚後は「弘子」の名を与えられ、首相就任まで40年間、「宇野弘子」を名乗った。

### 初期の政治活動

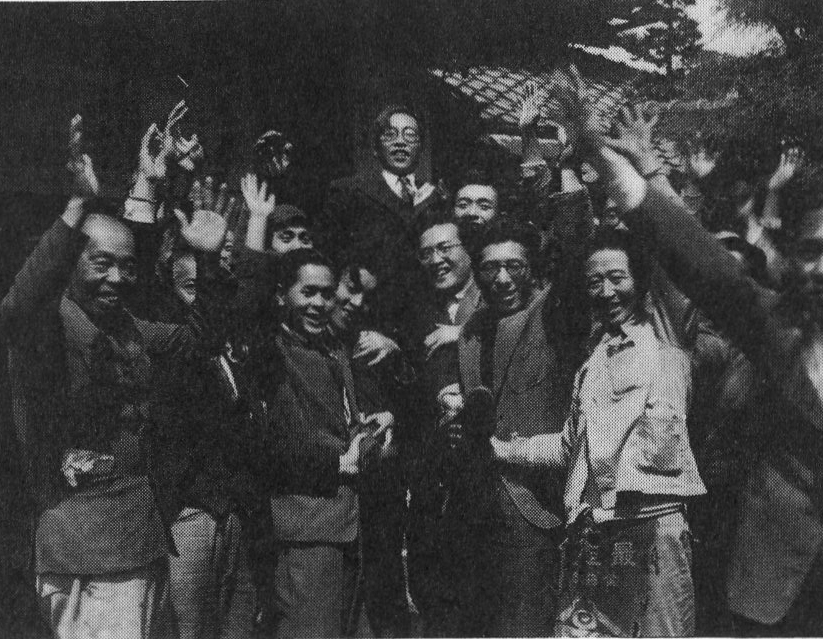
1954年、滋賀県議会選挙で当選し支持者らに肩車される宇野。

1947年（昭和22年）、野洲郡守山町商工会が初めて行った会長選挙で商工会長に当選。芝居などの企画を手がける。
1951年（昭和26年）4月、野洲郡選挙区の滋賀県議会議員として初当選。最年少で守山町から二番目（最初は祖父の宇野正蔵）の当選だった。当初は自由党に入党したが、民主党の森幸太郎が知事になると民主党に入党した。1955年（昭和30年）にトップ当選で再選し、5月21日に県議会副議長に就任した。1956年（昭和31年）3月24日に県会選出の教育委員となった。
1958年（昭和33年）の第28回衆議院議員総選挙で自由民主党の候補として初出馬するが落選。河野派（春秋会）に入る約束をしており、河野一郎が選挙の応援に訪れていた。選挙後、河野に師事することが認められ、単身上京して河野の議員秘書となった。
1960年（昭和35年）の第29回衆議院議員総選挙で再び出馬した。河野派は自民公認に推したが、党滋賀県連の支持が得られず無所属で立候補した。社会党の西村関一についで二番目の得票で当選した。当選後、11月25日に自民党に入党した。
1961年（昭和36年）に自由民主党青年局部長となった。日本海外青年奉仕隊を構想し、局長の竹下登と共にインド・パキスタンや東南アジアを歴訪して青年海外協力隊発足に尽力した。また、自民党青年憲章を制定し、青年の家を創設した。
1966年（昭和41年）8月1日に第1次佐藤内閣第2次改造内閣・第3次改造内閣で三木武夫通商産業大臣の下で通産政務次官に就任した。1967年（昭和42年）の選挙では初のトップ当選を果たした。
1968年（昭和43年）に河野派を引き継いでいた森清の死後、森派から中曽根派に合流。

### 閣僚として

#### 防衛庁長官（第2次田中角栄内閣）
1974年（昭和49年）11月、第2次田中角栄内閣で、防衛庁長官として初入閣。防衛庁長官として、第十雄洋丸事件では海難事故で炎上した石油タンカーを撃沈する指令を出した。内閣は29日で終わり、離任式で「国を守る防衛長官がどうしてくるくる代わるのか」と話した。
1974年（昭和49年）12月に田中角栄に代わり、三木武夫が自由民主党総裁に就任すると、自民党国会対策委員長に就任した。まもなくロッキード事件が発覚。野党から執拗な追及を受け、国会対策委員長の仕事は非常に多忙であった。

#### 科学技術庁長官（福田赳夫内閣）
1976年（昭和51年）、福田赳夫内閣で科学技術庁長官に就任。
科学技術庁長官として日米原子力交渉を担当。核燃料特別対策会議を開き、議長となった。核拡散問題担当大使ジェラルド・スミスらと交渉し、9月には首席代表として訪米、協定に調印した。スミスは「はっきりモノを言う初めての日本人だった」と評価した。
1978年（昭和53年）12月7日、自民党広報委員長に就任。

#### 行政管理庁長官（第2次大平内閣）
1979年（昭和54年）、第2次大平内閣で行政管理庁長官に就任。行政管理庁長官として特殊法人の一割削減を計画し、各大臣を大臣室に呼びつけるが、省庁幹部が大臣の代理で大臣室に来ても面談を拒否する徹底した政治主導を行い、計18法人を整理した。

#### 中曽根内閣期
1982年（昭和57年）の自由民主党総裁選で出馬した中曽根康弘の代表世話人となった。中曽根が総裁に当選すると、自民党幹事長代理に就任し1983年（昭和58年）1月の中曽根首相の訪韓に同伴する。6月に山中貞則が病気により通産大臣を辞任すると後任に就任した。通産大臣として貿易黒字、貿易摩擦の対策に取り組んだ。中曽根首相の退陣に伴い、竹下登を後継総裁に指名する中曽根の裁定文を幹事長代理として発表した。

#### 外務大臣（竹下内閣）

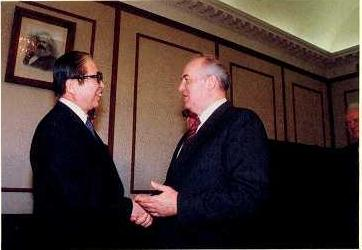
ソビエト連邦共産党書記長ミハイル・ゴルバチョフ（当時）と（1989年5月）

1987年（昭和62年）に竹下内閣で外務大臣に就任。
1988年（昭和63年）3月26日における参議院予算委員会で、日本共産党の橋本敦の北朝鮮による日本人拉致問題に関する質問が出て、梶山静六国家公安委員会委員長が「北朝鮮による拉致が濃厚である」と答弁した時、外務大臣として北朝鮮の拉致が現時点では仮定の話ではあることを前置きした上で、「我々の主権が侵されていたという問題」「全くもって許しがたい人道上の問題」「強い憤り」「主権国家として当然とるべき措置はとらねばならぬ」と答弁した。
1988年（昭和63年）6月に日本の外相として初めてイスラエルを訪問し、シモン・ペレス外相と会談した。その際、「イスラエル軍は、占領地から全面撤退すべきであります。日本の繁栄は、国民の汗と涙の結晶。武力で土地を取る国には、金は一銭も出せない」と言うと、ペレス外相から「愛国心を喚起しないと、我々は選挙が大変なんだ」と理解を求める声が返ってきた。
1989年（昭和64年）1月7日、外遊先のフランス・パリで昭和天皇崩御の訃報に接し、参加中の化学兵器禁止国際会議の会場で、各国要人が弔意を伝えた。さらに、会場では異例の黙祷が自然な形で行われた。「昭和という時代は、先の大戦から今日の自由民主主義の、もとでの繁栄まで我が国が極めて大きな振幅を経験した時代であり、長い日本の歴史の中におきましても、一際深い刻印を記した時代であったと言うことができます。」とテレビカメラの前で涙を見せながら語った。
外務大臣時代には「原子力発電所に反対する人はクーラーを使うなと言いたい」と発言して脱原発団体から抗議されたことがある。

### 自由民主党総裁・内閣総理大臣就任

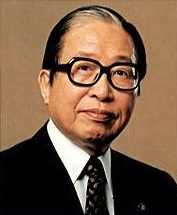
内閣総理大臣に就任時の肖像写真

リクルート事件発覚と消費税導入により支持率が急落した竹下登首相が、1989年（平成元年）4月25日に辞意を表明した。しかし、ポスト竹下と目されていた安倍晋太郎、宮澤喜一、渡辺美智雄ら自民党の有力者は軒並みリクルート事件に関与していたため身動きが取れず、河本敏夫は三光汽船経営危機問題から敬遠され、さらに伊東正義や田村元、坂田道太、後藤田正晴からも断られて後継の総理総裁選びは難航する。
そこで、主要閣僚の中でリクルート事件との関連性が薄く、総理総裁任期を満了した中曽根の派閥ナンバー2であり、サミットが近かったこともあり外相であった宇野に白羽の矢が立ち、5月26日に竹下から打診されて急遽後継総裁に擁立されることになった（竹下裁定）。
1989年5月31日、竹下と党四役で協議した結果外相の宇野を新総裁に擁立することを決定、橋本幹事長代理が正式に要請し宇野も受諾したが福田赳夫は「国民感情への挑戦」と反対、鈴木善幸も「選挙に負ければ責任を追及する」と反対した一方で河本敏夫は政治改革への取り組みを条件に反対しない意向を示した。
6月2日、自民党両院議員総会で全会一致にできずに異例の「起立多数」で第13代自民党総裁に選出される。自民党史において、派閥領袖ではない自民党総裁は宇野が初めてであった。鈴木善幸首相は就任当時こそ派閥領袖ではなかったが、間もなく派閥領袖となっている。
1989年（平成元年）6月3日、竹下改造内閣総辞職に伴い宇野内閣が成立。なお宇野は、明仁天皇が即位後初めて任命した首相となった。
内閣発足直後の同年6月4日、中華人民共和国で六四天安門事件が発生し、竹下内閣が決定した第三次円借款を凍結する一方で外務大臣・三塚博と共に「中国の孤立はさせない」とサミットで主張して他の西側諸国と距離を置き、サミット前にも対中制裁反対派・慎重派の中曽根康弘、鈴木善幸、竹下登元首相と会談した。総理退任後の1990年5月7日に訪中した際にも中国の指導者江沢民からこのサミットでの対応に感謝されている。
しかし、この急造内閣も自身のスキャンダルに足をすくわれることとなった。首相に就任した3日後、『サンデー毎日』（毎日新聞）が神楽坂の芸妓の告発を掲載し、女性スキャンダルが表面化。当時のサンデー毎日の編集長は鳥越俊太郎だった。
直後は国内の新聞・テレビ等はほとんど無視するかのようであったが、7日付けワシントン・ポスト紙は「新首相にセックススキャンダル」との題で紹介、宇野周辺らは事実無根と主張していることも伝えるとともに、日本のジャーナリズムが政治家の私生活に触れることはフェアではないとしてきた為この扱いは異例のことだと報じ、この記事はヘラルド・トリビューンも引用した。ニューヨーク・タイムズが、現地10日に政府関係者の話として、このスキャンダルが出てきた背景に首相の私生活に近い所に敵がいて首相の力を弱めようとしている、党内での首相の弱さを示すサインだとの見方を伝えた。国会では、９日に社会党の久保田早苗が参院本会議でポスト紙記事を取り上げ、わが国でカネで女を買うことが男の甲斐性といった気風があるが総理もそうなのか、事実でなければ抗議するのかと追及に対し首相は公の場では答えないとして回答を拒否、衆院ではやはり社会党の安田修三がこの問題を取上げた。これらを報じる形で、ようやく新聞に取り上げられるようになった（なお、1989年6月6日付け毎日新聞紙上のサンデー毎日の新聞広告などにタイトルと紹介文程度は既に出ている）。10日には社会党・共産党が党の立場でリクルート問題に加え政治家倫理の問題として追及することを決めた。公明党の石田委員長は、真実なら深刻な問題になるとの厳しい認識を明らかにした。キリスト教関係も含めた複数の女性団体からも抗議の声が寄せられた。日本の一部マスコミからは宇野ピンクザウルス総理と揶揄された。6月4日の新潟知事選は自民党が辛勝したものの、25日の新潟参院補選は大差で敗れ、宇野の女性スキャンダルも響いたとされた。既に自民党若手からは影響を懸念する声も聞かれ、ときの谷川法相は「政治家はますます公の性格を持ってきており、そういう問題も（公に）含まれる時代になってきている」とし、都議選では自民党候補予定者から女性票が逃げるとして応援演説の依頼は来ず、そもそも宇野自身が国会で追及を受けたときにいつもの雄弁で饒舌な態度とは裏腹に小声で回答を避けるばかりで、国内の新聞・テレビばかりか海外メディアまでもが未だに彼らが考える日本的な土壌に沿った捉え方をしている間に、女性の社会進出と自立により既に世の中は変わっており、もはや妾を持つといった性醜聞が容認されない時代になっていたことを、当の宇野自身も含め政治家ら自身が既に的確に理解していた。
女性問題の報道に関して妻の千代は「宇野は私を大切にしてくれておりますし、私も宇野をずっと心から信頼してまいりました。もちろん、そんなことはなかったと信じております。デッチ上げだと思っております」と語っている。
同年7月の第15回参議院議員通常選挙は従来の3点セット（リクルート問題、消費税問題、牛肉・オレンジの輸入自由化問題）に加え宇野の女性問題が争点となり、さらにいわゆるマドンナブームがとどめを刺し、自民党は改選議席の69議席を大幅に下回る36議席しか獲得できず、特に一人区では3勝23敗と惨敗した。参議院では結党以来初めての過半数割れとなった。
投票日翌日の7月24日、敗北の責任を取り退陣を表明。会見での「明鏡止水の心境であります」との言葉が話題になった。同年8月8日には自民党両院議員総会で河本派の番頭格であった海部俊樹が新総裁に選出された。総理在任期間はわずか69日、日本政治史上4番目の短命内閣に終わった。

### 晩年
退任後は自民党最高顧問に就任したが、1996年（平成8年）の第41回衆議院議員総選挙に立候補せず政界から引退した。また、1995年（平成7年）11月に森口華弘と共に初の守山市名誉市民に表彰された。
1998年（平成10年）2月から体調不良となり、通院を繰り返して5月18日に滋賀県立成人病センターに入院、翌5月19日午前11時4分死去。75歳没。死因は肺癌であったが、本人には知らされなかった。「今何時だ」が最後の言葉だった。
同年7月18日に県立体育館で県民葬、9月13日に市民ホールで集会（題は「守山市名誉市民・元内閣総理大臣故宇野宗佑氏を偲ぶつどい」）が開かれ、市民ら1100人が参加した。平成期に総理大臣を務めた政治家としては最初の物故者となった。
2002年（平成14年）11月30日に守山市市民ホールで宇野の銅像の除幕式が行われた。没後生家は「宇野宗佑記念館」となり、生前の写真パネルのほか、国内の視察先や外遊先などで収集した絵画や骨董品・民芸品などが展示されていたが、宇野家の資金難から閉鎖になり、土地や建物は売却された。自宅の裏には「中仙道守山宿 郷土人形館」が建てられ、収集した内外の人形約2万点、自作品も50点ほど展示されていたが、現在は限定公開となっている。
2003年（平成15年）の第43回衆議院議員総選挙では、女婿の宇野治が自民党公認で地盤であった滋賀3区から立候補し、比例復活で初当選した。だが、2009年の第45回衆議院議員総選挙で落選後、政界復帰することなく2012年に政界引退を表明した。
同時に自民党滋賀3区総支部長も退任、後任には武村展英が就任し、武村は2012年の第46回衆議院議員総選挙で初当選した。

## 評価
政策研究大学院大学の本田雅俊准教授は、「閣僚としての宇野には、二つの見方が残っている。一つは権柄ずくに振る舞うばかりで、自ら汗をかかなかったというものである。例えば、行政管理庁長官時代には単にふんぞり返っていたとの評判がある。その一方、リーダーシップを発揮しながら、内閣の重要課題を手堅く処理していったとの評価もある。官僚を相手にせず、全閣僚を順次呼びつけ「馬鹿にしちゃいかんぞ」と怒鳴りつけながら18の特殊法人を整理したというエピソードもある。実際、大平は宇野の手腕を讃えたという」。
総理時代の評価は在任期間が69日と短かったこともあり、多くの評者が評価不能としている。
同じ文人政治家としても親交の深い石原慎太郎は、「私自身はこの人事には密かに期待した者の一人だった。宇野氏とは個人的にも親しく、磊落で文人気質のこの人物が思いがけぬ状況の所産として総裁、総理になったことで、この国の政治家のイメイジが少しは変わってくるのではないかとも思っていた。残念なことに女性問題で宇野氏は苦境に立たされ短命に終わったが、もしあの政権が続いていたなら党の中にもある大事な変化があり得たのではないかと思っている」と述べている。
宇野内閣で防衛政務次官に抜擢された鈴木宗男も、「宇野さんは外務官僚から『歴代外務大臣で一番手がかからない』と言われたほど、国会答弁など完璧にこなす勉強家であり、宇野内閣が短命に終わったことは、日本の政治にとって不幸だった」と述べている。
初代内閣安全保障室長の佐々淳行が宇野総理に悪い情報を入れると怒られ、意見具申をすると意見半ばで怒りを含む発言にさえぎられ、宇野から「私は外務大臣も通産大臣も、防衛庁長官もやった、党の幹事長代行もやった。君にそんなことを言われなくたって、ちゃんと知っているし、わかっている！！」と一喝され、「それは失礼しました」と言って佐々が退出することがあった。
塩田潮の『大いなる影法師』によると、政治家秘書出身としては、初めての首相だったという。しかし、当時現役だった政治家秘書からは嫌われていた。秘書時代と比較し、秘書を叱りつけたりしたからである。秘書たちは、「宇野さんは、選挙の谷間の腰掛けで秘書をやっていただけ。いずれ政治家になる秘書と、秘書として生涯を終える秘書とを同列に論じないでほしい」と苦り切っていた。

## 人物
- 自民党派閥では河野派に属し、河野死去後、派閥が分裂した際は森派へと参加した。しかし、間もなく派閥会長の森清が亡くなり園田直が派閥を継ぐと、「森との縁で派閥に参加したが、園田とはこれといった接点がないから」と、中曽根派へと移籍した。その中曽根派では幹部に上り詰めたが、派内では子分などはいなかった。
- 演説の名手であり、所信表明演説を聞いた「ニュースステーション」の久米宏は「大化けするかもしれない」とコメントした。
- 総理就任時にはピアノ演奏を披露し、趣味の広さや遊び心が好意的に報道された。またハーモニカの達人でもあり、閣僚時代にもしばしば各国との晩餐会などでハーモニカの即興演奏をし喝采を浴びている[57]。ピアノ、ハーモニカ、絵画などの技も素人離れした才人であった[58]。
- 剣道や馬術で身体を鍛え、剣道は彦根高商時代に全国優勝し、五段を有する腕前であった[58]。
- 俳句を嗜み、犂子（れいし）と号し、句集も残した。初登院の日に詠んだ句は「枯園に 総理用車 呼ぶ声す」。
- 長女百合子[59]の夫は養子の宇野治。
- 子孫は、僧侶の孫息子[60]と孫娘が二人、曾孫息子が二人、曾孫娘が三人いる(娘の次女が二人出産)[61]。

## 略歴
- 1922年（大正11年）8月27日 - 滋賀県野洲郡守山町（現・守山市）にて誕生。
- 1943年（昭和18年） - 旧制神戸商業大学在学中に学徒出陣となり、2年間のシベリア抑留を経験する。帰国後、滋賀県議会議員、河野一郎秘書
- 1960年（昭和35年） - 衆議院議員（自由民主党・河野派）
- 1961年（昭和36年） - 自民党青年局部長（局長・竹下登） 東南アジアを歴訪。青年海外協力隊発足に尽力する。
- 1974年（昭和49年）11月11日〜12月9日 - 防衛庁長官（第2次田中角栄内閣）
- 1976年（昭和51年）12月24日〜1977年（昭和52年）11月28日 - 科学技術庁長官・原子力委員会委員長（福田赳夫内閣）
- 1979年（昭和54年）11月9日〜1980年（昭和55年）7月17日 - 行政管理庁長官（第2次大平内閣）
- 1983年（昭和58年）6月10日〜1983年（昭和58年）12月27日 - 通商産業大臣（第1次中曽根内閣）
- 1987年（昭和62年）11月6日〜1989年（平成元年）6月3日 - 外務大臣（竹下内閣）
- 1989年（平成元年）6月2日〜8月8日 - 第13代自由民主党総裁
- 1989年（平成元年）6月3日〜8月10日 - 第75代内閣総理大臣（宇野内閣）
  - 6月 - 女性スキャンダル発覚
  - 7月14日〜16日 - アルシュ・サミット（第15回先進国首脳会議）に出席
  - 7月24日 - 参議院選で惨敗（自民党33議席減）して、引責辞任を表明。表明時、心境を「明鏡止水」と表現した。
- 1994年（平成6年）4月 - 勲一等旭日桐花大綬章受章。
- 1996年（平成8年）6月 - 政界引退を表明。9月27日、衆議院解散に伴い政界引退。
- 1998年（平成10年）5月19日 - 肺癌のため死去。75歳没。

## 著作
- 宇野宗佑『ダモイ・トウキヨウ』葛城書房、1949年。
  - 宇野宗佑『ダモイ・トウキョウ』〈シベリア抑留叢書 1〉、国書刊行会、1982年2月。 - 再刊
  - 宇野宗佑『ダモイ・トウキョウ』国書刊行会、1989年6月。ISBN 978-4-336-02294-3。
- 宇野犂子『王廟　句集』市ケ谷出版社、1963年。
- 宇野宗佑『庄屋平兵衛獄門記』〈青蛙選書〉、青蛙房、1971年。
- 『中曽根内閣の課題』〈講演シリーズ 426〉、宇野宗佑（述）、内外情勢調査会、1983年。{{cite book ja}}:  CS1メンテナンス: others (カテゴリ)
- 宇野宗佑『中仙道守山宿』〈青蛙選書 67〉、青蛙房、1984年10月。
- 宇野宗佑『大正蘇音器』市ケ谷出版社、1986年5月。
- 『日本外交の基本課題　世界に貢献する日本』宇野宗佑（述）、外務省外務大臣官房国内広報課、1989年2月。{{cite book ja}}:  CS1メンテナンス: others (カテゴリ) - 著者の肖像あり。
- 『宇野内閣総理大臣演説集』宇野宗佑（述）、日本広報協会、1991年2月。{{cite book ja}}:  CS1メンテナンス: others (カテゴリ) - 監修：内閣総理大臣官房。
- 鈴木俊一（著）「都市経営の理念と政策 二十一世紀に向け東京を改造する」。立田清士（編）『鈴木俊一著作集』第5巻（座談会）、宇野宗佑・丹下健三（述）、良書普及会、2001年11月。ISBN 4-656-21116-8。